# Lista de canções número um na Top 100 Brasil em 2020
Esta é uma lista de canções que atingiram o número um da tabela musical Top 100 Brasil em 2020. A lista é publicada semanalmente pela pela empresa Crowley Broadcast Analysis, que recolhe os dados e divulga as cem faixas mais executadas nas estações de rádios do país. As músicas, de repertório nacional e internacional e de variados gêneros, são avaliadas através da grade da companhia supracitada, que compreende as cidades de São Paulo, Rio de Janeiro, Campinas, Ribeirão Preto, Brasília, Belo Horizonte, Curitiba, Porto Alegre, Recife, Salvador, Florianópolis, Fortaleza, Goiânia, Campo Grande, Cuiabá e as mesorregiões do Triângulo Mineiro, Vale do Paraíba e Litoral Paulista.

## Histórico
| Data            | Canção                 | Artista(s)          | Ref.  |
| --------------- | ---------------------- | ------------------- | ----- |
| 6 de janeiro    | "Aí Eu Bebo"           | Maiara & Maraisa    | [ 1 ] |
| 13 de janeiro   | "Bebi Minha Bicicleta" | Zé Neto & Cristiano |       |
| 20 de janeiro   | "Aí Eu Bebo"           | Maiara & Maraisa    |       |
| 27 de janeiro   | "Aí Eu Bebo"           | Maiara & Maraisa    |       |
| 3 de fevereiro  | "Com ou Sem Mim"       | Gustavo Mioto       |       |
| 10 de fevereiro | "A Gente Fez Amor"     | Gusttavo Lima       |       |
| 17 de fevereiro | "A Gente Fez Amor"     | Gusttavo Lima       |       |
| 24 de fevereiro | "A Gente Fez Amor"     | Gusttavo Lima       |       |
| 2 de março      | "A Gente Fez Amor"     | Gusttavo Lima       |       |
| 9 de março      | "A Gente Fez Amor"     | Gusttavo Lima       |       |
| 16 de março     | "A Gente Fez Amor"     | Gusttavo Lima       |       |
| 23 de março     | "A Gente Fez Amor"     | Gusttavo Lima       |       |
| 30 de março     | "A Gente Fez Amor"     | Gusttavo Lima       |       |
| 6 de abril      | "A Gente Fez Amor"     | Gusttavo Lima       |       |
| 13 de abril     | "A Gente Fez Amor"     | Gusttavo Lima       |       |
| 20 de abril     | "A Gente Fez Amor"     | Gusttavo Lima       |       |
| 27 de abril     | "A Gente Fez Amor"     | Gusttavo Lima       |       |
| 4 de maio       | "A Gente Fez Amor"     | Gusttavo Lima       |       |
| 11 de maio      | "A Gente Fez Amor"     | Gusttavo Lima       |       |
| 18 de maio      | "Graveto"              | Marília Mendonça    |       |
| 25 de maio      | "Barzinho Aleatório"   | Zé Neto & Cristiano |       |
| 1 de junho      | "Barzinho Aleatório"   | Zé Neto & Cristiano |       |
| 8 de junho      | "Barzinho Aleatório"   | Zé Neto & Cristiano |       |
| 15 de junho     | "Barzinho Aleatório"   | Zé Neto & Cristiano |       |
| 22 de junho     | "Barzinho Aleatório"   | Zé Neto & Cristiano |       |
| 29 de junho     | "Com ou Sem Mim"       | Gustavo Mioto       |       |
| 6 de julho      | "Com ou Sem Mim"       | Gustavo Mioto       |       |
| 13 de julho     | "Com ou Sem Mim"       | Gustavo Mioto       |       |
| 20 de julho     | "A Vida é Um Rio"      | Raffa Torres        |       |
| 27 de julho     | "Asas"                 | Luan Santana        |       |
| 3 de agosto     | "Asas"                 | Luan Santana        |       |
| 10 de agosto    | "Asas"                 | Luan Santana        |       |
| 17 de agosto    | "Asas"                 | Luan Santana        |       |
| 24 de agosto    | "Asas"                 | Luan Santana        |       |
| 31 de agosto    | "Asas"                 | Luan Santana        |       |
| 7 de setembro   | "A Vida é Um Rio"      | Raffa Torres        |       |
| 14 de setembro  | "Asas"                 | Luan Santana        |       |
| 21 de setembro  | "Asas"                 | Luan Santana        |       |
| 28 de setembro  | "Asas"                 | Luan Santana        |       |
| 5 de outubro    | "Asas"                 | Luan Santana        |       |
| 12 de outubro   | "Pulei na Piscina"     | Guilherme & Benuto  |       |
| 19 de outubro   | "Pulei na Piscina"     | Guilherme & Benuto  |       |
| 26 de outubro   | "Pulei na Piscina"     | Guilherme & Benuto  |       |
| 2 de novembro   | "Pulei na Piscina"     | Guilherme & Benuto  |       |
| 9 de novembro   | "Pulei na Piscina"     | Guilherme & Benuto  |       |
| 16 de novembro  | "Pulei na Piscina"     | Guilherme & Benuto  |       |
| 23 de novembro  | "Pulei na Piscina"     | Guilherme & Benuto  |       |
| 30 de novembro  | "Pulei na Piscina"     | Guilherme & Benuto  |       |
| 7 de dezembro   | "Pulei na Piscina"     | Guilherme & Benuto  |       |
| 14 de dezembro  | "Pulei na Piscina"     | Guilherme & Benuto  |       |
| 21 de dezembro  | "Pulei na Piscina"     | Guilherme & Benuto  |       |
| 28 de dezembro  | "Pulei na Piscina"     | Guilherme & Benuto  |       |